# Gran Premio del Úlster de Motociclismo de 1956
El Gran Premio del Úlster de Motociclismo de 1956 fue la quinta prueba de la temporada 1956 del Campeonato Mundial de Motociclismo. El Gran Premio se disputó del 9 al 11 de agosto de 1956 en Dundrod.

## Resultados 500cc
La clase de 500cc comenzó sin el lesionado John Surtees. Geoff Duke realizó la vuelta rápida, pero se retiró. Cuando Walter Zeller también se retiró, Surtees se aseguró el título mundial. Ken Kavanagh se negó a conducir la Moto Guzzi Otto Cilindri y cuando Arthur Wheeler, Bill Lomas y Reg Armstrong también se retiraron, solo quedaron máquinas británicas en pista. Fue la última victoria de la Copa del Mundo para Norton, con John Hartle como ganador. Bob Brown terminó segundo con una Matchless G45 por delante de Geoff Tanner.
| Pos.    | Piloto             | Equipo     | Tiempo/Retirado | Puntos |
| ------- | ------------------ | ---------- | --------------- | ------ |
| 1       | John Hartle        | Norton     | 2h 20:14.6      | 8      |
| 2       | Bob Brown          | Matchless  | + 2:47.4        | 6      |
| 3       | Peter Murphy       | Matchless  | + 2:48.4        | 4      |
| 4       | Geoff Tanner       | Norton     | + 3:29.6        | 3      |
| 5       | Wilf Herron        | Norton     | + 1 Vuelta      | 2      |
| 6       | Jack Brett         | Norton     | + 1 Vuelta      | 1      |
| 7       | Austin Carson      | Norton     | + 1 Vuelta      |        |
| 8       | Dave Chadwick      | Norton     | + 1 Vuelta      |        |
| 9       | Alan Trow          | Norton     | + 2 Vueltas     |        |
| 10      | Agnus Martin       | Matchless  | + 2 Vueltas     |        |
| 11      | Dennis Chapman     | Norton     | + 3 Vueltas     |        |
| 12      | Stephen Murray     | Norton     | + 3 Vueltas     |        |
| 13      | Ralph Rensen       | Norton     | + 3 Vueltas     |        |
| 14      | Harry T. Turner    | Norton     | + 4 Vueltas     |        |
| 15      | Des Sloan          | Norton     | + 4 Vueltas     |        |
| 16      | William Roberton   | Matchless  | + 4 Vueltas     |        |
| 17      | Martin Brosnan     | BSA        | + 4 Vueltas     |        |
| 18      | Harry Lowe         | BSA        | + 4 Vueltas     |        |
| 19      | Stanley Williamson | Norton     | + 4 Vueltas     |        |
| Ret     | Walter Zeller      | BMW        | Ret             |        |
| Ret     | Bill Lomas         | Moto Guzzi | Ret             |        |
| Ret     | Moto Guzzi         | Gilera     | Ret             |        |
| Ret     | Reg Armstrong      | Gilera     | Ret             |        |
| Ret     | George Begg        | AJS        | Ret             |        |
| Ret     | Rod Coleman        | Norton     | Ret             |        |
| Ret     | Brian Duffy        | Norton     | Ret             |        |
| Ret     | Robin Fitton       | Norton     | Ret             |        |
| Ret     | Emile Oliver       | Norton     | Ret             |        |
| Ret     | Frank Perris       | Matchless  | Ret             |        |
| Ret     | Ken Swallow        | Matchless  | Ret             |        |
| Ret     | Arthur Wheeler     | Moto Guzzi | Ret             |        |
| Ret     | Robert McCracken   | Norton     | Ret             |        |
| Fuente: |                    |            |                 |        |

## Resultados 350cc
Con su victoria, Bill Lomas se aseguró su título mundial. Dickie Dale quedó segundo y John Hartle, el último ganador de la carrera de 500cc, tercero. Durante la carrera, Derek Ennett chocó contra un terraplén y luego contra un poste de telégrafo. Murió instantáneamente. Fue su primera carrera con una Moto Guzzi Monocilindrica 350.
| Pos. | Piloto             | Equipo     | Tiempo/Retirado | Puntos |
| ---- | ------------------ | ---------- | --------------- | ------ |
| 1    | Bill Lomas         | Moto Guzzi | 2:03:14.4       | 8      |
| 2    | Dickie Dale        | Moto Guzzi | +54.0           | 6      |
| 3    | John Hartle        | Norton     | +1:11.8         | 4      |
| 4    | Jack Brett         | Norton     |                 | 3      |
| 5    | Peter Murphy       | AJS        |                 | 2      |
| 6    | Bob Brown          | AJS        |                 | 1      |
| 7    | August Hobl        | DKW        |                 |        |
| 8    | Alan Trow          | Norton     | +1 Vuelta       |        |
| 9    | Dave Chadwick      | Norton     | +1 Vuelta       |        |
| 10   | Frank Perris       | AJS        | +1 Vuelta       |        |
| 11   | Ralph Rensen       | Norton     | +1 Vuelta       |        |
| 12   | Rod Coleman        | AJS        | +1 Vuelta       |        |
| 13   | Harry Grant        | BSA        | +2 Vueltas      |        |
| 14   | Tom Turner         | Norton     | +2 Vueltas      |        |
| 15   | Stephen Murray     | Norton     | +2 Vueltas      |        |
| 16   | George Begg        | AJS        | +3 Vueltas      |        |
| 17   | Geoff Canning      | BSA        | +3 Vueltas      |        |
| 18   | Ken Swallow        | AJS        | +3 Vueltas      |        |
| 19   | Stanley Williamson | Norton     | +3 Vueltas      |        |
| 20   | Bertie Farlow      | BSA        | +3 Vueltas      |        |
| 21   | John Dixon         | Velocette  | +3 Vueltas      |        |
| 22   | Harry Plews        | AJS        | +3 Vueltas      |        |
| 23   | Jimmy Jones        | BSA        | +4 Vueltas      |        |
| 24   | Stan Cameron       | AJS        | +4 Vueltas      |        |
| 25   | Liam Rice          | AJS        | +5 Vueltas      |        |
| 26   | J. A. Artt         | Norton     | +5 Vueltas      |        |
| Ret  | Cecil Sandford     | DKW        | Ret             |        |
| Ret  | Ken Kavanagh       | Moto Guzzi | Ret             |        |
| Ret  | Derek Ennett       | AJS        | (†)             |        |

## Resultados 250cc
Carlo Ubbiali se retiró después de haber realizado la vuelta rápida, pero ya había comenzado la carrera como campeón del mundo. Luigi Taveri ratificó su segundo lugar en la general al ganar a Sammy Miller con un NSU Sportmax y a Arthur Wheeler.
| Pos. | Piloto          | Equipo     | Tiempo/Retirado | Puntos |
| ---- | --------------- | ---------- | --------------- | ------ |
| 1    | Luigi Taveri    | MV Agusta  | 1:07:02.4       | 8      |
| 2    | Sammy Miller    | NSU        | +13.6           | 6      |
| 3    | Arthur Wheeler  | Moto Guzzi | +3:31.0         | 4      |
| 4    | Rod Coleman     | NSU        |                 | 3      |
| 5    | Bill Maddrick   | Moto Guzzi | +1 Vuelta       | 2      |
| 6    | Maurice Büla    | NSU        | +2 Vueltas      | 1      |
| 7    | Frank Cope      | Norton     | +2 Vueltas      |        |
| 8    | William Dehaney | Velocette  | +2 Vueltas      |        |
| Ret  | Bob Brown       | NSU        | Ret             |        |
| Ret  | Carlo Ubbiali   | MV Agusta  | Ret             |        |

## Resultados 125cc
Inicialmente la clase de 125cc en Úlster tenía ocho participantes. Sin embargo, Luigi Taveri decidió no comenzar, por lo que solo tomaron la salida siete participantes. Solo dos de ellos cruzaron la línea de meta: Carlo Ubbiali y Romolo Ferri. Tres más habían completado suficientes vueltas para clasificarse de todos modos.
| Pos. | Piloto        | Equipo    | Tiempo/Retirado | Puntos |
| ---- | ------------- | --------- | --------------- | ------ |
| 1    | Carlo Ubbiali | MV Agusta | 1:05"55'0       | 8      |
| 2    | Romolo Ferri  | Gilera    |                 | 6      |
| 3    | Bill Webster  | MV Agusta |                 | 4      |
| 4    | Bill Maddrick | MV Agusta |                 | 3      |
| 5    | Frank Cope    | MV Agusta |                 | 2      |
| Ret  | Luigi Taveri  | MV Agusta | Ret             |        |